# Cunnersdorf (Pirna)
Cunnersdorf je vesnice, místní část velkého okresního města Pirna v německé spolkové zemi Sasko. Nachází se v zemském okrese Saské Švýcarsko-Východní Krušné hory a má 130 obyvatel.

## Historie
Vesnice Cunnersdorf byla založena ve středověku. První písemná zmínka pochází z roku 1352, kdy je uváděna jako Cunrisdorf. Roku 1481 se poprvé objevuje označení Kunnersdorff a v roce 1651 pak Cunnersdorf. Roku 1950 byla do té doby samostatná obec připojena k městu Pirna.

## Geografie
Cunnersdorf leží jižně od řeky Labe na okraji pískovcové oblasti Saského Švýcarska na území Chráněné krajinné oblasti Saské Švýcarsko. Ve východní části se nachází horolezecká stěna. Zástavba Cunnersdorfu na západě a jihu plynule přechází v Sonnenstein, další z místních částí Pirny. Severně od zástavby prochází Malířská cesta.